# Celer (magister officiorum)
Flavius Celer (en grec : Κέλερ) est un général byzantin et titulaire du poste de magister officiorum sous l'empereur Anastase, au début du VIe siècle.

## Biographie
Celer est originaire d'Illyrie même si rien n'est connu des premières années de son existence. En 503, l'empereur Anastase le nomme général en chef de l'armée qui affronte les Sassanides en Orient lors de la guerre de 502-506. Au cours du printemps de l'année 504, il participe au siège d'Amida mais décide ensuite d'envahir une partie du territoire perse (l'Arzanène), s'emparant de plusieurs cités et revenant avec un important butin. A la fin de l'année, il conduit des négociations avec les Perses qui débouchent sur une trêve temporaire. En 505, il est encore actif sur la frontière orientale mais il ne participe à aucune opération d'envergure. Toutefois, il continue de négocier avec les Perses, récupérant Amida au prix de 1 100 livres d'or. À l'automne 506, Celer mène les pourparlers avec les Perses à Dara et conclut un traité de paix. Il est alors possible qu'il soit récompensé en étant nommé consul pour l'année 508. Dès 503-504, il est nommé comme magister officiorum.
En 511, il conspire avec l'empereur Anastase pour exiler le patriarche de Constantinople Macédonius II, en le contraignant à signer un document qui rejette les conciles d'Éphèse et de Chalcédoine. De ce fait, il perd le soutien de la faction pro-chalcédonienne. Par la suite, il reçoit l'ordre de s'assurer que Sévère d'Antioche et les moines monophysites qui l'accompagnent rejoignent sans souci leurs couvents en Syrie. En 512, Celer est envoyé à Constantinople avec Patricius pour mettre un terme aux émeutes des pro-chalcédoniens, sans réussite.
Celer est toujours en poste lorsque Anastase décède en juillet 518. Il est alors âgé et atteint de la goutte. Toutefois, son poste de magister officiorum, véritable chef de l'administration, lui confère une grande importance dans le choix à venir du successeur au trône impérial. Dès qu'il apprend la mort d'Anastase, il convoque le Sénat pour tenter de désigner le nouvel empereur. Les sénateurs sont alors incapables de se décider alors que le peuple, rassemblé à l'hippodrome attend la nomination et risque de désigner son propre candidat. Avec Amantius, qui semble être le véritable chef du complot, il tente de favoriser la nomination de Théocritès, le comte des Domestiques. En effet, il espère manipuler ce personnage de peu d'envergure pour poursuivre la politique d'Anastase. Son influence sur le Sénat lui laisse espérer une nomination facile mais il doit ensuite recueillir l'approbation du peuple et de l'armée. Pour cela, Amantius charge Justin de donner d'importantes sommes d'argent aux Excubites, les gardes impériaux, pour obtenir leur parti. Néanmoins, Justin, le comte des Excubites, rejette ce plan et détourne l'argent, conduisant à l'échec de la candidature de Théocritès. Finalement, c'est Justin lui-même qui accède au trône le 9 juillet. Celer est rapidement congédié car son premier successeur connu est Tatianus, nommé en 520, même si Symmachus a pu être magister officiorum dès 519. Par la suite, il participe aux négociations de 519-520 avec le patriarche de Rome pour mettre un terme au schisme acacien. Les chroniqueurs de l'époque le décrivent comme sage, bien éduqué, bon administrateur et brave. Rien n'est connu sur sa mort.